# Epigelasma hispida
Epigelasma hispida är en fjärilsart som beskrevs av Claude Herbulot 1972. Epigelasma hispida ingår i släktet Epigelasma och familjen mätare. Inga underarter finns listade i Catalogue of Life.